# Camponotus donisthorpei
Camponotus donisthorpei är en myrart som beskrevs av Carlo Emery 1920. Camponotus donisthorpei ingår i släktet hästmyror, och familjen myror. Inga underarter finns listade.